# Cheilolejeunea lacerata
Cheilolejeunea lacerata là một loài Rêu trong họ Lejeuneaceae. Loài này được C. J. P. Bastos & Gradst. mô tả khoa học đầu tiên năm 2006.